# Volkswagen Arena
Volkswagen Arena är en fotbollsarena i Wolfsburg, Tyskland. Den används som VfL Wolfsburgs hemmaplan.